# Biblioteca Tianjin Binhai
La Biblioteca Tianjin Binhai és una biblioteca localitzada a Tianjin, República Popular de la Xina. Forma part del Centre Cultural Binhai, una zona de 90 hectàrees creada pel govern de Tianjin. Es va estrenar l'octubre de 2017. Destaca la seua arquitectura futurista.

## Història
Passaren menys de tres anys des de l'esbós arquitectònic fins a l'apertura. L'estudi d'arquitectes encarregat fou MVRDV (un estudi Països Baixos) amb la col·laboració d'arquitectes locals.
Obrí en octubre del 2017 amb 200.000 llibres, amb una previsió de tindre'n 1,2 milions en un futur. Tingué molt èxit perquè l'arquitectura era molt cridanera, sent viral a Internet al poc d'obrir.

## Edifici
Té 33.700 metres quadrats distribuïts en sis plantes. L'arquitectura general de l'edifici destaca per la seua lluminositat. Molts prestatges no contenen llibres, sinó imatges de llibres impreses al fons d'aquestos. Aquest efecte òptic fou exigència de les autoritats, no una planificació dels arquitectes.
La sala principal no conté llibres, sinó imatges pintades als prestatges. Mesura 30 metres d'alçada. Al mig conté una esfera anomenada L'Ull, que és un auditori.
La primera planta i la segona tenen sales de lectura. Les sales lliures, sales d'ordinadors, llocs de reunió i oficines es troben a les altres plantes superiors. A dalt del tot hi ha dos patis al sostre. Al soterrani hi ha l'arxiu, espais de serveis i el dipòsit. A la planta baixa hi ha zones de lectura per a xiquets i ancians, l'entrada principal i l'auditori.
Hi ha una "muntanya de llibres" que consisteix en prestatges que alhora són seients i escalons.